# Elezioni presidenziali in Francia del 2002
Le elezioni presidenziali in Francia del 2002 si tennero il 21 aprile (primo turno) e il 5 maggio (secondo turno); Jacques Chirac fu rieletto Presidente della Repubblica al secondo turno.

## Contesto
Le elezioni presidenziali del 2002 sono state le ottave elezioni del Presidente della Repubblica francese della Quinta Repubblica francese; il presidente uscente Jacques Chirac si ricandida per un nuovo mandato.
Esse avvengono dopo le elezioni legislative del 1997 che avevano condotto alla seconda coabitazione tra il presidente Chirac e il primo ministro Lionel Jospin.
Dopo la modifica costituzionale del 2000, il mandato presidenziale è ridotto da 7 a 5 anni (la medesima durata della legislatura) e le elezioni legislative sono fissate per il mese successivo.
Il 4 aprile 2002 il Consiglio costituzionale convalida 16 candidature, il numero più alto fino ad allora.

## Candidati
Estrema destra
L'estrema destra si presenta divisa, con Jean-Marie Le Pen (del Fronte Nazionale) e Bruno Mégret (del Movimento Nazionale Repubblicano ed ex Fronte Nazionale). In termini di voti e di percentuale, Jean-Marie Le Pen in queste elezioni fa un poco meglio delle precedenti elezioni presidenziali, solo 233.875 voti in più; tuttavia, grazie anche ad un contesto particolare, questi bastano a qualificarlo per il secondo turno.
Destra
A destra, il Raggruppamento per la Repubblica (all'epoca all'opposizione) sostiene la candidatura del Presidente in carica Jacques Chirac. Il quadro politico a destra è completato dalle candidature di Christine Boutin, Alain Madelin e Jean Saint-Josse.
Centristi
François Bayrou è il candidato dell'Unione per la Democrazia Francese; Corinne Lepage è sostenuta dal movimento ecologista Citoyenneté action participation pour le XXIe siècle.
Sinistra
La sinistra (all'epoca al governo con Jospin) è divisa e presenta ben cinque candidati: Lionel Jospin per il Partito Socialista, Jean-Pierre Chevènement per il Movimento Repubblicano e Cittadino, Robert Hue per Partito Comunista Francese, Noël Mamère per I Verdi e Christiane Taubira per il Partito Radicale di Sinistra. Le candidature comunista ed ecologista non sono una novità (dal 1988 presentano un proprio candidato), ma sommate anche alle altre due nuove candidature, le quattro candidature si riveleranno "decisive"; alla fine i quattro candidati "minori" ottengono insieme il 16,27%. Nel dettaglio, si registra il miglior risultato di sempre per I Verdi, buoni risultati per Chevènement e Taubira e il peggior risultato del PCF.
Estrema sinistra
Arlette Laguiller di Lotta Operaia e Olivier Besancenot della Lega Comunista Rivoluzionaria otterranno il loro miglior risultato di sempre (almeno fino al 2017). Daniel Gluckstein completa il quadro all'estrema sinistra.

## Fasi elettorali
La sera del primo turno, per la prima volta nella storia delle elezioni presidenziali a suffragio universale della V Repubblica un candidato dell'estrema destra accede al secondo turno.
La forte dispersione elettorale fa sì che Chirac arrivi in testa con meno del 20%, seguito da due candidati tra il 16%-17%; a titolo di comparazione, alle precedenti elezioni del 1995 si accedeva al secondo turno con più del 20%, alle successive del 2007 e del 2012 occorrerà più del 27%.
Complessivamente, la sinistra di governo (tutti e 5 i candidati) ottiene il 32,45%, che insieme ai voti dell'estrema sinistra (al secondo turno) avrebbe potuto permettere ad un candidato di essere addirittura eletto Presidente; tuttavia la dispersione delle candidature al primo turno ha fatto sì che Jospin, con 194.600 preferenze in meno rispetto a Le Pen, non si sia qualificato per il secondo turno. Il complessivo buon risultato della sinistra (32,45%, rispetto alla destra che totalizza il 29,21%), fa sperare in un successo alle successive elezioni legislative, che tuttavia non si verifica.
Il Presidente in carica Chirac ottiene poco meno di quanto ottenuto al primo turno nelle precedenti elezioni presidenziali, ma nel 1995 era in competizione con un altro candidato del suo partito, Balladur (19%), mentre nel 2002 gli altri tre candidati di destra raggiungono insieme il 9,33%; anche aggiungendovi il risultato del centrista Bayrou (6,84%), il risultato finale di Chirac appare deludente. Complessivamente, i quattro candidati della destra cumulano una percentuale del 29,21%; se si aggiunge anche il risultato dei due candidati centristi (8,72%) si arriva al 37,93%.
I due candidati in testa che accedono al secondo turno (Chirac e Le Pen) raccolgono insieme meno della maggioranza delle preferenze (36,74%); più della metà degli elettori francesi al primo turno si trova quindi a scegliere un nuovo candidato al secondo turno.
Lo sgomento causato dalla prospettiva di un Presidente di estrema destra, condurrà – tra i due turni – quasi tutti gli altri partiti (solo Mégret si schiera a favore di Le Pen, mentre Laguiller e Gluckstein per nessuno dei due), l'opinione pubblica e gli artisti ad una mobilitazione a favore di Chirac. Numerose manifestazioni hanno luogo nei giorni successivi, in particolare il 1º maggio con 1 300 000 manifestanti in tutta la Francia. Chirac rifiuta di partecipare al consueto dibattito televisivo tra i due turni con Le Pen.
Al secondo turno è eletto Chirac, che beneficia del «fronte repubblicano» e dei voti di praticamente tutti gli altri partiti; è eletto con la percentuale record del 82,21%, superiore anche a quella che Luigi Napoleone Bonaparte aveva ottenuto (ma al primo turno) alle elezioni presidenziali del 1848 (74,33%).

## Risultati
|                 | Jacques Chirac          | Raggruppamento per la Repubblica     | 5 665 855  | 19,88 | 25 537 956 | 82,21 |  |  |
|                 | Jean-Marie Le Pen       | Fronte Nazionale                     | 4 804 713  | 16,86 | 5 525 032  | 17,79 |  |  |
|                 | Lionel Jospin           | Partito Socialista                   | 4 610 113  | 16,18 |            |       |  |  |
|                 | François Bayrou         | Unione per la Democrazia Francese    | 1 949 170  | 6,84  |            |       |  |  |
|                 | Arlette Laguiller       | Lotta Operaia                        | 1 630 045  | 5,72  |            |       |  |  |
|                 | Jean-Pierre Chevènement | Movimento dei Cittadini              | 1 518 528  | 5,33  |            |       |  |  |
|                 | Noël Mamère             | Verdi                                | 1 495 724  | 5,25  |            |       |  |  |
|                 | Olivier Besancenot      | Lega Comunista Rivoluzionaria        | 1 210 562  | 4,25  |            |       |  |  |
|                 | Jean Saint-Josse        | Caccia, Pesca, Natura e Tradizioni   | 1 204 689  | 4,23  |            |       |  |  |
|                 | Alain Madelin           | Democrazia Liberale                  | 1 113 484  | 3,91  |            |       |  |  |
|                 | Robert Hue              | Partito Comunista Francese           | 960 480    | 3,37  |            |       |  |  |
|                 | Bruno Mégret            | Movimento Nazionale Repubblicano     | 667 026    | 2,34  |            |       |  |  |
|                 | Christiane Taubira      | Partito Radicale di Sinistra         | 660 447    | 2,32  |            |       |  |  |
|                 | Corinne Lepage          | Cittadinanza, Azione, Partecipazione | 535 837    | 1,88  |            |       |  |  |
|                 | Christine Boutin        | Forum dei Repubblicani Sociali       | 339 112    | 1,19  |            |       |  |  |
|                 | Daniel Gluckstein       | Partito dei Lavoratori               | 132 686    | 0,47  |            |       |  |  |
| Totale          | Totale                  | Totale                               | 28 498 471 | 100   | 31 062 988 | 100   |  |  |
|                 |                         |                                      |            |       |            |       |  |  |
| Voti non validi | Voti non validi         | Voti non validi                      | 997 262    | 3,38  | 1 769 307  | 5,39  |  |  |
| Votanti         | Votanti                 | Votanti                              | 29 495 733 | 71,60 | 32 832 295 | 79,70 |  |  |
| Elettori        | Elettori                | Elettori                             | 41 194 689 |       | 41 194 689 |       |  |  |

## Analisi del voto
Per comprendere come si è arrivati al risultato delle elezioni presidenziali del 2002 – il risultato di Le Pen non è in termini numerici particolarmente eccezionale – bisogna considerare che molteplici fattori hanno permesso che vi si arrivasse.
- Forte frammentazione dell'offerta politica, con 16 candidati;
- Aumento dell'astensione, che arriva al 28,4%;
- Frammentazione della sinistra, in ben 7 candidati;
- Buoni risultati di quasi tutti i "piccoli" candidati della sinistra e dell'estrema sinistra (che naturalmente hanno sottratto voti al principale partito della sinistra, il PS);
- L'elettorato di Le Pen – anche se in competizione con Mégret – rimane sostanzialmente unito dietro il presidente del FN, che non perde ma anzi guadagna 233.875 preferenze in più rispetto al 1995;
- I risultati indubbiamente mediocri dei due candidati principali (il Presidente Chirac e il Primo ministro Jospin);

In breve, una serie di circostanze, che sommate le une alle altre, hanno condotto ad un risultato che nessuno si aspettava.
Nessun sondaggio elettorale aveva previsto un secondo turno RPR/FN, il ballottaggio RPR/PS era dato per certo. I sondaggi elettorali di fine aprile 2002 davano: Chirac 19,5%-20%, Jospin 18%, Le Pen 12,5%-13%, Laguiller 6,5%-8%, Chevenement 6%-6,5%, Bayrou 6%, Hue 6%, Mamere 5,5%-6%, ecc.
Tra le conseguenze di queste elezioni:
- L'emersione del concetto di «voto utile», ovvero votare fin dal primo turno per uno dei candidati favoriti, concetto che sarà ripreso anche in altre elezioni successive e che alcuni considerano anti-democratico, in quanto lo scopo di un'elezione a doppio turno è che al primo turno gli elettori devono scegliere liberamente secondo le loro convinzioni e sensibilità, e non secondo altre considerazioni o (peggio) influenzati dai sondaggi;
- L'espressione politica «21 aprile», per indicare una sconfitta inaspettata ad un'elezione come quella che si è prodotta il 21 aprile 2002, inoltre il concetto di «voto utile» è spesso invocato (e giustificato) per evitare il ripetersi di un «21 aprile»;
- L'inizio dell'uso di elezioni primarie (dapprima interne ai militanti iscritti, poi aperte anche ai simpatizzanti non iscritti), per designare un candidato unico all'interno di una coalizione o di una famiglia politica, al fine di evitare la moltiplicazione delle candidature, che inevitabilmente frammentano l'offerta politica e di conseguenza il voto degli elettori;
- Questo risultato provoca infine una ricomposizione politica a destra, il 23 aprile 2002 è creata l'"Union pour la majorité présidentielle" in vista delle elezioni seguenti, che unisce insieme il Raggruppamento per la Repubblica, Democrazia Liberale, Écologie bleue e molti parlamentari dell'Unione per la Democrazia Francese, questa coalizione diventerà poi l'Unione per un Movimento Popolare.
- Queste elezioni rappresentano il punto massimo della strategia del «fronte repubblicano», a titolo di esempio, alle presidenziali del 2017, con Marine Le Pen al secondo turno, il «fronte repubblicano» non ha più la stessa forza: tra i 9 candidati battuti solo 2 invitano a votare per Macron e 1 di essi fa alleanza con la Le Pen, gli astensionisti addirittura aumentano dal 22% (del primo turno) al 25% (del secondo turno) così come i voti non validi (schede nulle e bianche), infine Macron è eletto col 66% (contro l'82% di Chirac), ma in realtà meno del 44% degli iscritti al voto ha votato per lui.